# Calle del Alcalde de Móstoles (Barcelona)
La calle del Alcalde de Móstoles es una calle del barrio del Bajo Guinardó de Barcelona. Debe su nombre a Andrés Torrejón, alcalde de Móstoles que el 2 de mayo de 1808, en el marco de la guerra de la Independencia Española, firmó el Bando de Independencia incitando a la población a alzarse contra los invasores franceses como ya se había hecho en Madrid ese mismo día. Cuando era el tramo por encima del Cuartel de Gerona se llamaba calle de la Marina y en 1935 fue llamada calle de José Nonell. Su nombre actual le fue dado el 7 de julio de 1942.